# Különleges építészeti tervek
Ez a lista azoknak az elképzeléseknek a listáját tartalmazza, melyek a jövőben, közeljövőben megvalósulhatnak, de még nem fogtak hozzá politikai vagy anyagi okok miatt. A lista nem teljes.

## Világ
Ez a szakasz olyan építmények nevét tartalmazza, melyek olyan távoli tervek, hogy az építkezés helyszíne sem biztos még.
- Fúziós erőmű (Lásd még: ITER)
- Űrlift

## Afrika
Ez a szakasz olyan építmények nevét tartalmazza, melyek valószínűleg Afrikában épülnek meg.
- Gibraltári alagút

## Észak-Amerika
Ez a szakasz olyan építmények nevét tartalmazza, melyek valószínűleg Észak-Amerikában épülnek meg.
- Alaszka–Oroszország-alagút Alagút Alaszka és Szibéria között a Bering-szoros alatt
- California High-Speed Rail
- Trans-Hudson Express alagút - Alagút a Hudson folyó alatt New York és New Jersey között
- Transzatlanti alagút - Alagút az Atlanti-óceán alatt Észak-Amerika és Európa között

## Dél-Amerika
Ez a szakasz olyan építmények nevét tartalmazza, melyek valószínűleg Dél-Amerikában épülnek meg.
- La Linea - Autópálya alagút Kolumbiában[1]

## Ázsia
Ez a szakasz olyan építmények nevét tartalmazza, melyek valószínűleg Ázsiában épülnek meg.
- Kína–Tajvan vasúti alagút - Alagút Kína és Tajvan között
- Sanghaj–Hangcsou maglev vasút - Kínai mágnesvasút terv
- Eurázsia csatorna - Csatorna a Kaszpi-tenger és a Fekete-tenger között[2]
- Dél-Korea–Japán tenger alatti alagút - Tenger alatti alagút Japán és Korea között[3]

## Európa
Ez a szakasz olyan építmények nevét tartalmazza, melyek valószínűleg Európában épülnek meg.
- Gibraltári alagút
- A Messinai-szoros hídja[4] - Híd Szicília és az Appennini-félsziget között
- Swissmetro - Svájc mágnesvasút terve
- Szajna–Észak-Európa csatorna - Csatorna a Szajna és Észak-Európa között[5]
- Helsinki–Tallinn-alagút Tenger alatti alagút Helsinki és Tallinn között[6]
- Oosterweelconnection - Elkerülőút Belgiumban, Antwerpenben

### AzEgyesült Királyság
- UK Ultraspeed
- Ír-tenger alagút - Alagút Írország és Anglia között az Ír-tenger alatt
- Tusker alagút - Alagút Írország és Anglia között az Ír-tenger alatt

### Magyarország
- Bécs–Budapest nagysebességű vasútvonal
- Budapest–Bukarest nagysebességű vasútvonal
- Észak–déli regionális gyorsvasút
- Déli autópálya

### Franciaország
- LGV Provence-Alpes-Côte d’Azur - Tervezett TGV-vonal
- LGV Poitiers–Limoges - Tervezett TGV-vonal
- LGV Picardie - Tervezett TGV-vonal

## Véglegesen törölt tervek
- Breitspurbahn
- Atlantropa Projekt